# あがの (列車)
あがのは、かつて東日本旅客鉄道（JR東日本）が会津若松駅 - 新潟駅間を磐越西線・信越本線経由で運行していた快速列車である。2022年3月12日のダイヤ改正をもって廃止となった。

## 概要
新潟から磐越西線を経由して福島・仙台に至る準急列車に端を発し、この都市間の輸送を担ってきた列車である。1980年代以降は格下げとともに徐々に運行区間が短縮され、1993年から廃止時までは会津若松駅 - 新潟駅間の運行となった。

## 運行概況
2003年から2022年の廃止までは、新潟駅を朝8時台に出る列車と、会津若松駅を昼11時台に出る列車の1往復が設定されていた。上下列車とも郡山方面と接続するダイヤ設定が組まれていた。

### 停車駅
会津若松駅 - 塩川駅 - 喜多方駅 - 山都駅 - 荻野駅 - 野沢駅 - 鹿瀬駅 - 津川駅 - 三川駅 - 咲花駅 -  馬下駅 -（猿和田駅）- 五泉駅 - 新津駅 -（さつき野駅）-（荻川駅）-（亀田駅）-（越後石山駅）- 新潟駅
- 括弧内の駅は下り列車のみ停車。

## 使用車両

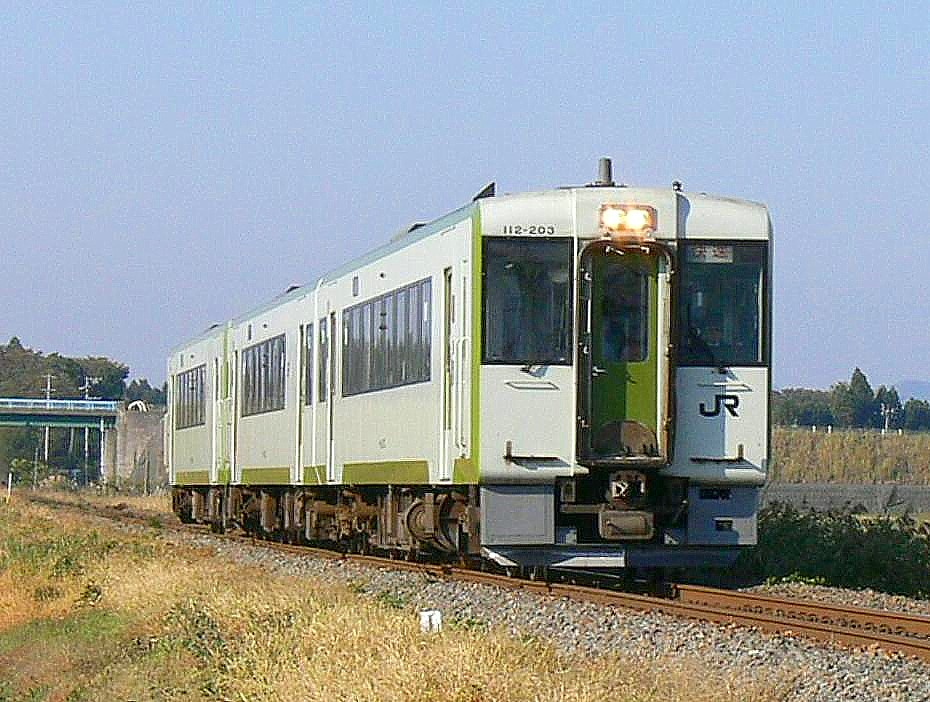
キハ110系気動車による「あがの」

2020年3月ダイヤ改正以降、新津運輸区所属のGV-E400系気動車3両編成が使用されていた。
それ以前は1993年からキハ110系で運用されていたほか、2008年から2018年3月ダイヤ改正前まではキハ110系とキハE120形の混結も存在した。キハE120形はATS-P非搭載であることから新潟駅乗り入れ不可となったため、同ダイヤ改正以降は新津運輸区所属のキハ110系3両編成のみが使用されていた。

## 沿革
- 1959年（昭和34年） - 仙台駅 - 新潟駅間を東北本線・磐越西線・信越本線経由で運行する準急列車として運行開始。
- 1961年（昭和36年） - 1往復増発。
- 1966年（昭和41年） - 急行列車に昇格。
- 1970年（昭和45年） - 仙台駅行1本のみ仙台駅 - 福島駅間を普通列車に格下げ。
- 1980年（昭和55年） - 新潟駅行1本のみ新津駅 - 新潟駅間を普通列車に格下げ。
- 1982年（昭和56年） - 東北新幹線開業に伴い、福島駅 - 新潟駅間に運転区間を変更。また、急行区間を郡山駅 - 五泉駅に変更。
  - 1982年当時の停車駅
    - 仙台駅 - 長町駅 - 岩沼駅 - 大河原駅 - 白石駅 - 伊達駅 - 福島駅 - 松川駅 - 二本松駅 - 本宮駅 - 郡山駅 - 磐梯熱海駅 - 猪苗代駅 - 会津若松駅 - 喜多方駅 - 山都駅 - 野沢駅 - 鹿瀬駅 - 津川駅 - 五泉駅 - 新津駅 - 新潟駅
- 1985年（昭和60年） - 快速列車に格下げ。同時に、郡山駅・会津若松駅 - 新潟駅間に運転区間を変更。
- 1988年（昭和63年） - 全列車郡山駅に乗り入れ。
- 1993年（平成5年） - 郡山駅 - 会津若松駅間を「ばんだい」に分離。「あがの」の運行区間は会津若松駅 - 新潟駅間となり、使用車両をキハ58形からキハ110系に変更。
- 2003年（平成15年）10月1日 - 夕方の1往復を普通列車と統合。朝と昼の1往復のみとなる。
- 2008年（平成20年）11月1日 - 運用車両にキハE120形が加わり、キハ110系と共通運用を開始。
- 2018年（平成30年）3月17日 -  4月15日の新潟駅高架化に伴い、運用車両がキハ110系に統一される。
- 2020年（令和2年）3月14日 - ダイヤ改正に伴い、車両がGV-E400系に変更される。
- 2022年（令和4年）3月12日 - ダイヤ改正を以て「あがの」が廃止[1]。